# Camino Neocatecumenal
El Camino Neocatecumenal es un movimiento eclesial de iniciación católica  que se conforma como pequeñas comunidades católicas parroquiales. Los estatutos aprobados por la Santa Sede lo definen como un itinerario de formación católica permanente, catecumenal, y «neocatecumenal» o catecumenal postbautismal, al servicio de la catequesis y dependiente de los obispos, dotado de personalidad jurídica pública. Sus miembros son conocidos popularmente en España por el nombre de «kikos», debido al nombre de su iniciador, el laico Kiko Argüello, quien junto a Carmen Hernández y al sacerdote italiano Mario Pezzi formaron el Equipo Itinerante Responsable Internacional del movimiento.
El Camino Neocatecumenal se creó en los años 1960 en el barrio de Palomeras, en las afueras de Madrid. Sus estatutos fueron inicialmente aprobados el 29 de junio de 2002, de forma temporal por cinco años ad experimentum, por el papa Juan Pablo II. Posteriormente, a comienzos de 2008, se expidió el decreto en el cual los estatutos se aprobaron definitivamente, y el mismo año, el cardenal Stanisław Ryłko, presidente del Consejo Pontificio para los Laicos, entregó el decreto de la aprobación definitiva de los estatutos.
A mediados de 2013, se había difundido a 120 países, y al año siguiente contaba con 122 seminarios Redemptoris Mater y 1.800 familias misioneras. Para 2013 se estimaba que alrededor de un millón de personas habían formado parte de sus más de 17 mil comunidades, de los cuales trescientos mil se encontraban en España.

## Historia
El Camino Neocatecumenal fue fundado en la década de los años 1960, a partir de las declaraciones de Kiko Argüello, quien dijo haber tenido una inspiración de la Virgen María en 1959, en donde ella le habría pedido «hacer comunidades cristianas como la Sagrada Familia de Nazaret». Argüello se dedicó a la evangelización  y vivió un tiempo en zonas pobres de Palomeras Altas, en la periferia de Madrid, donde la mayoría de sus habitantes vivían en chabolas. Allí conoció a Carmen Hernández y desde 1964 a 1967 trabajaron juntos en los barrios bajos.
El arzobispo de Madrid, monseñor Casimiro Morcillo les invitó a trabajar en algunas parroquias de Madrid y Zamora, esta última dedicada a Frontis de Périgord, donde comenzó a dirigir catequesis en 1967. Al año siguiente fueron invitados por monseñor Dino Torreggiani para trabajar en Roma. Se trasladaron a los suburbios del Borghetto Latino y comenzaron sus charlas en la parroquia «Nuestra Señora del Santísimo Sacramento y de los mártires canadienses»', en Nomentano. A partir de ahí el movimiento se comenzó a expandir a otros lugares del mundo. En abril de 1970, en Majadahonda, Argüello, Hernández y otros párrocos y religiosos definieron las bases de su metodología y carisma apostólico. En 1974, la Congregación para el Culto Divino y la Disciplina de los Sacramentos publicó en su revista oficial una breve nota titulada Praeclarum exemplar, referida a la obra de las comunidades neocatecumenales. En los años que siguieron, a petición de la misma congregación, se eligió el nombre «Camino Neocatecumenal» sobre otros nombres propuestos tales como «Catecumenado Post-Baptismal».
En 1990 el papa Juan Pablo II dirigió a monseñor Paul Cordes, responsable en la Curia del Consejo Pontificio para los Laicos, una carta de reconocimiento formal, con una petición a los obispos para que ayudaran a los neocatecumenales en su apostolado.
En Ruanda, en octubre de 1994, el sacerdote Justin Furaha y otras decenas de personas que incluyeron sacerdotes, monjas y laicos pertenecientes al Camino Neocatecumenal, fueron asesinadas durante el Genocidio de Ruanda. Este hecho fue recogido por la revista católica de teología Communio, y ha sido reproducido de nuevo en diferentes medios católicos en el 20.º aniversario del genocidio de Ruanda.
El 29 de junio de 2002 los Estatutos del Camino Neocatecumenal, cuya redacción venía preparándose por años, obtuvieron un primer reconocimiento por parte del Consejo Pontificio para los Laicos, con la aprobación ad experimentum, por un período de cinco años.

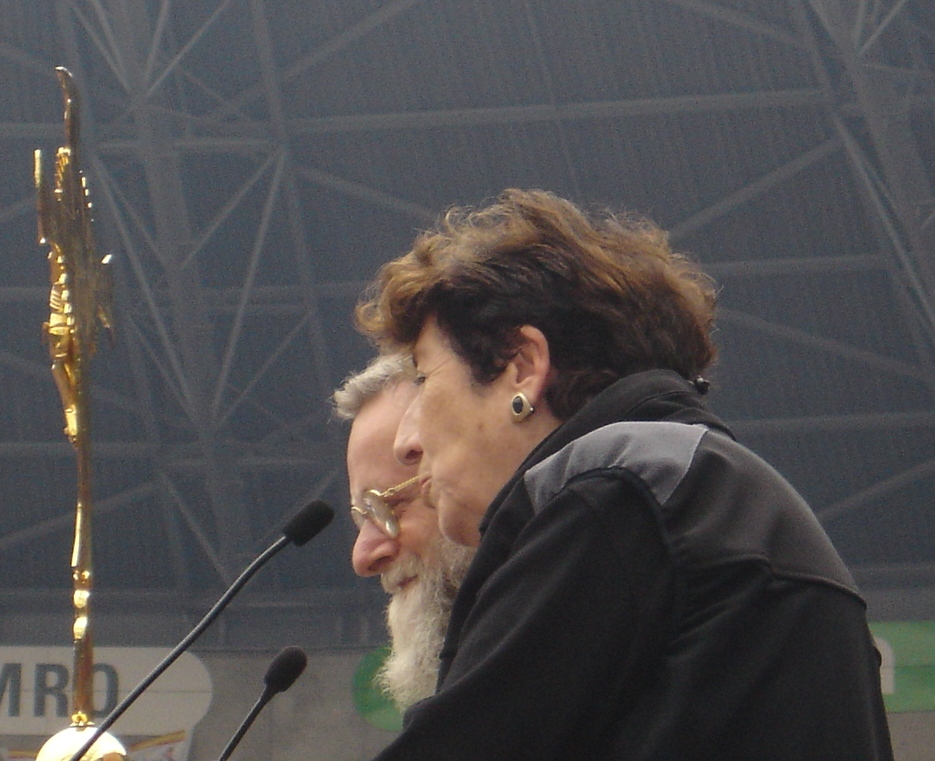
Carmen Hernández y el sacerdote Mario Pezzi, en el Amsterdam Arena.

Para la Solemnidad de Pentecostés del 11 de mayo de 2008 se ratificó en la Santa Sede la aprobación definitiva de los Estatutos por el Consejo Pontificio para los Laicos y el 13 de junio del mismo año el presidente de dicho Dicasterio de la Curia Romana, el cardenal Rylko entregó el Decreto de aprobación junto con los «Estatutos a los Iniciadores de Camino», Kiko Argüello y Carmen Hernández, junto con el P. Mario Pezzi.
El 11 de enero de 2009 el papa Benedicto XVI recibió en la Basílica de San Pedro de la Ciudad del Vaticano a Argüello y Hernández quienes, junto a las primeras comunidades de Roma, celebraron sus cuarenta años de existencia y se anunció la misión evangelizadora Ad Gentes del Concilio Vaticano II. El 13 de mayo de ese mismo año, el Instituto Pontificio Juan Pablo II para estudios sobre el matrimonio y la familia, institución que tiene su sede en la Universidad Pontificia Lateranense de Roma, entregó el doctorado honoris causa a Kiko Argüello.
En enero de 2011 se anunció la aprobación de las catequesis del Camino Neocatecumenal (antiguas «Orientaciones para el equipo de catequistas») tras la revisión por la Congregación de la Doctrina de la Fe y la incorporación de citas del catecismo, quedando como oficiales por la Comisión Pontificia para los Laicos, que los ha titulado como Directorio Catequético del Camino Neocatecumenal. Estas catequesis definen la formación católica que reciben sus miembros en las diferentes etapas del mismo. De esta forma se confiere mayor legitimidad al itinerario de formación que representa el camino neocatecumenal en la iglesia católica. El 20 de enero de 2012, el Consejo Pontificio para los Laicos publicó un decreto con el que se aprobaban las celebraciones contenidas en el Directorio Catequético del Camino Neocatecumenal, que definen la formación católica que reciben sus miembros en las diferentes etapas del mismo.
El 5 de marzo de 2015 el papa Francisco dio su apoyo y bendición al Camino neocatecumenal en la audiencia anual que realiza en Roma con este movimiento para enviar a diversas familias neocatecumenales a evangelizar por el mundo.
El 19 de julio de 2016 Carmen Hernández murió en Madrid a los 85 años de edad. En el año 2018, Ascensión Romero pasaría ser la responsable internacional, la cual también sería nombrada el 6 de octubre de 2018 por el Papa Francisco como consultora del Dicasterio para los Laicos la Familia y la Vida.

## Orientación e ideario

### Orientación carismática
Kiko Argüello presenta la espiritualidad del Camino Neocatecumenal como una adaptación de la dinámica de las primeras comunidades cristianas, a partir de la invitación del papa Pablo VI que decía:

Nuestro tiempo tiene necesidad de retomar la construcción de la Iglesia, casi, psicológica y pastoralmente, como si comenzase de nuevo
Audiencia del 4 de agosto de 1976

El camino se organiza en tres periodos fundamentales, cuyo objetivo es la maduración en la Fe de sus miembros, y que son la base del plan pastoral y el carisma que los neocatecumenales aplican en sus comunidades.
- El anuncio del kerigma que realizaban los cristianos o "discípulos" que iban de ciudad en ciudad.
- Un período de conversión y formación llamado catecumenado.
- La renovación de las promesas bautismales, que se recibieron en el bautismo.

### Itinerario Neocatecumenal
El neocatecumenado se divide en tres fases, las cuales a su vez se encuentran subdivididas en diferentes etapas llamadas "pasos".

#### Catequesis iniciales
El camino neocatecumenal empieza con un conjunto de catequesis denominadas genéricamente como «Catequesis para jóvenes y adultos».[cita requerida] Esta etapa se extiende durante quince encuentros, que duran alrededor de dos meses, en los cuales se comienza proclamando el Kerigma (término griego que significa “anuncio”, “proclamación), es decir el anuncio de la resurrección de Jesús, “Dios hecho hombre”, muerto en la cruz por la salvación de la humanidad, por rescate de cada uno del pecado y del mal. Con la finalización de este “primer anuncio” y tras explicar la naturaleza del camino neocatecumenal, si el número de participantes lo consiente y voluntariamente ellos así lo desean, nace una nueva comunidad la cual es invitada a emprender su propio camino de crecimiento y maduración en el seno de la parroquia.

#### Precatecumenado
La primera fase, conocida como precatecumenado postbautismal es una fase de kenosis, es decir de «descenso», de humildad, en el conocerse mejor a través de la comunidad. Esta fase se compone de tres etapas:[cita requerida]
- Primer escrutinio bautismal o Primo paso, que ilumina al neocatecúmeno sobre el significado cristiano del sufrimiento y la cruz.

Jesús exhorta a sus discípulos a preferirle a Él respecto a todo y a todos y les propone “renunciar a todos sus bienes” (Lc 14, 33) por Él y por el Evangelio (cf Mc 8, 35). Poco antes de su pasión les mostró como ejemplo la pobre viuda de Jerusalén que, de su indigencia, dio todo lo que tenía para vivir (cf Lc 21, 4). El precepto del desprendimiento de las riquezas es obligatorio para entrar en el Reino de los cielos.
Catecismo 2544

- El Shema, se centra en tener a Dios como único señor, e insistiendo también en que un Cristiano debe "preferirle a Él respecto a todo y a todos". En esta etapa se enseña al neocatecumeno la importancia de la familia como “una iglesia doméstica” en la cual se transmite la Fe a los hijos a través de una liturgia doméstica,[38] que son los laudes de la Iglesia Católica, y se reproducen las catequesis efectuadas en el primer paso.

- Segundo escrutinio bautismal o Segundo paso, el que completa la fase de precatecumenado, en el cual el neocatecumeno es invitado a reconocerse débil y necesitado de Dios,[39] a aceptar su propia vida como obra de Dios, y a renunciar a los ídolos sobre los cuales funda su propia “seguridad” y que le impiden tener al señor como único Dios.

#### Catecumenado Postbautismal
La segunda fase es el catecumenado postbautismal, la cual se divide en tres etapas; la primera, de oración litúrgica y personal que termina con la entrega de la Liturgia de las Horas; la segunda corresponde con la entrega y predicación del credo; y la tercera continúa con la oración litúrgica y contemplativa, finalizando con la entrega del Padrenuestro.[cita requerida]

#### Elección
La tercera y última fase es la elección en la que se estudian y celebran los diversos pasajes del Sermón de la Montaña. Durante esta fase se renuevan las promesas bautismales en la Vigilia Pascual y se realiza una peregrinación a Tierra Santa.[cita requerida] Además, se celebra una eucaristía diaria durante la cincuentena pascual.

### Diferencias respecto de los demás grupos católicos
La primera diferencia respecto de los demás grupos y movimientos católicos es la denominación, pues el Camino Neocatecumenal no se define ni como orden, ni como congregación religiosa, ni como movimiento apostólico ni como prelatura personal, sino como «itinerario de iniciación cristiana posterior al bautismo o para recibir este sacramento», y por tanto el Camino Neocatecumenal promueve una catequesis de laicos adultos. El Camino Neocatecumenal es el único movimiento de la Iglesia católica que ha recibido hasta la fecha esta denominación.
Existen también puntos en su praxis en donde se diferencian del resto de los grupos, una serie de concesiones especiales de la Santa Sede, y otras prácticas que en algunos casos no son habituales en toda la Iglesia Católica:
- Celebraciones eucarísticas en pequeñas comunidades.
- Los participantes reciben la comunión en sus lugares, aunque de pie, como marca la Iglesia, y con las dos especies (pan ácimo y vino), como marca la Instrucción general del Misal Romano (n. 319-324).
- El rito de la paz, por concesión especial pero no única, viene trasladado al momento anterior a la presentación de las ofrendas, y no antes del "Agnus Dei", según un texto del Evangelio (Mateo 5:23-24) y la praxis de algunas tradiciones litúrgicas como el rito mozárabe o el ambrosiano desde principio del cristianismo.[cita requerida]

El cardenal Francis Arinze aconsejaba que se utilizaran en la consagración las diferentes plegarias eucarísticas ya que, como en muchos otros lugares de culto, si se cantaba solo acostumbraban a usar la segunda. Además les solicitó que debían pasar "a la manera normal para toda la Iglesia de recibir la santa Comunión". Además, en las salas de celebración, como permite el Concilio Vaticano II[cita requerida], no hay un altar dedicado, si hay una mesa central dedicada a la celebración eucarística.
Es importante mencionar el discurso que el papa Benedicto XVI les había dado el 12 de enero de 2006 y que se presentaba como una especie de colofón de los estudios sobre temas litúrgicos relacionados con el Camino Neocatecumenal durante dos años. Según dice el cardenal Arinze en la mencionada entrevista, el 1 de diciembre de 2005, envió una carta indicando que debían usar los libros litúrgicos para la celebración de la misa sin añadir ni omitir nada de las rúbricas. De ahí el comentario del papa:

Precisamente para ayudar al Camino Neocatecumenal a hacer aún más eficaz su acción evangelizadora en comunión con todo el pueblo de Dios, la Congregación para el culto divino y la disciplina de los sacramentos os ha impartido recientemente en mi nombre algunas normas concernientes a la celebración eucarística, después del período de experiencia que había concedido el siervo de Dios Juan Pablo II. Estoy seguro de que cumpliréis atentamente estas normas, que recogen lo previsto en los libros litúrgicos aprobados por la Iglesia

Si alguna rúbrica se había omitido era por motivos catequéticos y, por tanto, desde ese momento, siguiendo lo indicado por la Iglesia, no se omite ninguna.
El día 13 de junio de 2008 se hizo la entrega definitiva del estatuto del Camino Neocatecumenal con su completa aprobación por parte de la Santa Sede. Durante un acto celebrado en la sede del dicasterio, el cardenal Stanisław Ryłko entregó el decreto de aprobación junto con el texto final de los Estatutos a los iniciadores del Camino, Kiko Argüello y Carmen Hernández. De este modo, se lee en un comunicado hecho público, "concluye el 'iter' iniciado en 1997, por mandato del papa Juan Pablo II, para otorgar al Camino un "reconocimiento jurídico formal" y hacerlo "patrimonio universal de la Iglesia.
El estatuto definitivo contiene algunos cambios con respecto al aprobado en 2002, aunque la principal novedad es el reconocimiento de su personalidad jurídica pública, lo que le confiere una autoridad eclesiástica para impartir su característico método de formación católica. En los nuevos Estatutos se afirma que "el Camino Neocatecumenal está al servicio del obispo como una de las modalidades de actuación diocesana de la iniciación cristiana y de la educación permanente en la fe".

## Organización
El camino neocatecumenal se vive en comunidades de entre 20 y 50 miembros aproximadamente. La duración del mismo está entre 20 y 40 años aproximadamente, pero las comunidades nunca se disuelven y se fusionan entre ellas cuando hay pocos miembros. Esto hace que las comunidades del Camino Neocatecumenal duren más que la mayoría de los demás grupos parroquiales.[cita requerida]
La formación y guía de las comunidades están a cargo de un equipo de laicos supervisados por un sacerdote, el sacerdote interviene y guía de manera que todo lo expuesto por estos catequistas, que previamente poseen formación y experiencia en la fe, esté enmarcado dentro del magisterio de la Iglesia Católica. Estos laicos se denominan "Catequistas". Esta formación de las comunidades pasa por distintas etapas y "pasos" que están explicados en el Directorio Catequético del Camino Neocatecumenal aprobado por la Santa Sede en enero de 2011. Sin embargo, los catequistas aconsejan a los miembros de las comunidades no revelar los ritos de las etapas del catecumenado a los miembros que van por detrás.
Además, cada año se realiza una convivencia de transmisión, en la cual cada año se da una catequesis sobre un tema distinto del magisterio de la Iglesia. En estas convivencias se hacen llamadas vocacionales a personas que sientan que su misión es evangelizar o ir a un seminario así como ser "familia en misión" (la propia familia decide irse a evangelizar a otros países). Además, ocasionalmente se realizan encuentros en diferentes lugares con los iniciadores, en los que también se hacen llamadas vocacionales.

### Responsables
Actualmente el grupo responsable internacional del Camino Neocatecumental lo conforman Kiko Argüello, Ascensión Romero y el sacerdote Mario Pezzi, quienes nombran al colegio electivo, conformado por 120 miembros.
Del equipo responsable internacional dependen los equipos llamados de "catequistas itinerantes", responsables del Camino Neocatecumenal en las demás naciones y regiones del mundo. Contribuyen a formar comunidades y a mantener la relación con los obispos de las diócesis en las que trabajan. Los equipos itinerantes mantienen también la relación con los responsables internacionales, visitan las comunidades catequizadas por ellos y se ocupan del desarrollo del Camino en el territorio asignado.
Estos equipos itinerantes pueden estar formados por hombres o mujeres célibes, por matrimonios e incluso por sacerdotes diocesanos o religiosos (siempre que cuenten con el permiso de su ordinario o superior religioso). Van al sitio asignado y trabajan desde la parroquia aunque pueden dejar el equipo cuando lo deseen. También van a fundar nuevas comunidades del Camino en otros sitios cuando el obispo o algún párroco lo solicita.[cita requerida]

### El Camino Neocatecumenal en el mundo
El Camino está presente en todos los continentes, en más de 900 diócesis, con un total de más o menos 40.000 comunidades en más de 6.000 parroquias. Hay también varios seminarios del Camino llamados Redemptoris Mater (Madre del Redentor). En 2019 son 123 los Seminarios existentes en todo el mundo. Geográficamente, el Camino Neocatecumenal se halla principalmente en Europa y América.[cita requerida] Del millón de miembros que tenía hacia 2013, trescientos mil se encontraban en España.
El número más alto de comunidades en el mundo está en Italia y España. Además, otros países en Europa donde el Camino está particularmente presente, son Polonia, Portugal, Croacia y Malta. En el continente americano hay muchas comunidades especialmente en Ecuador, Perú, Bolivia, Brasil, Paraguay, México, Colombia, Argentina, Chile, Uruguay, Venezuela, Guatemala, Honduras, El Salvador, Costa Rica, Panamá, Nicaragua y República Dominicana.

## Críticas
En ocasiones (sobre todo hasta antes de la aprobación de sus estatutos por parte de la Santa Sede en 2008), el Camino Neocatecumenal ha sido acusado por algunos medios de comunicación de constituir un grupo fundamentalista y por sus críticos de ser un movimiento ultraconservador. Algunos sacerdotes y otros miembros de la Iglesia Católica se han mostrado reticentes a la entrada del camino neocatecumenal en sus parroquias, por sus supuestas singularidades doctrinales y sus pautas de comportamiento, y desde el exterior se ha criticado su secretismo. Un ejemplo de ello, es el conflicto mantenido con la Iglesia japonesa, desde 2007, a raíz de las diferencias, entre los neocatecúmenos y los obispos nipones sobre los proyectos de evangelización.